# Maestà di Santa Trinità
 Maestà di Santa Trinità, znana też jako Tronująca Madonna z aniołami – obraz typu Maestà namalowany przez Cimabuego.

## Opis
Późnośredniowieczny obraz został namalowany temperą na desce i przedstawia Matkę Bożą z dzieciątkiem na ręku otoczoną aniołami. Maryja siedzi na wyniosłym tronie z cokołem przeprutym arkadami. Dłonią wskazuje na małego Jezusa, a ten łączy dwa palce, co oznacza połączenie dwóch natur w Jezusie – boskiej i ludzkiej.
Obie postaci adorowane są przez ośmioro aniołów oraz czterech proroków, którzy trzymają banderole z proroctwami odnoszącymi się do Jezusa i jego Matki.
Obraz ma kształt pięcioboku i jest typu Ducento. W obrazie widoczny jest łagodny modelunek twarzy, co jest skutkiem odejścia od tradycyjnej formuły tworzenia twarzy.